# Zmarli w lipcu 2022

## Lipiec 2022
- 31 lipca
  - Wadim Bakatin – radziecki polityk, minister spraw wewnętrznych (1988–1990), szef Komitetu Bezpieczeństwa Państwowego (KGB) (1991)[1]
  - Hubert Coppenrath – polinezyjski duchowny rzymskokatolicki, arcybiskup Papeete (1999–2011)[2]
  - Halina Dulemba – polska hafciarka[3][4][5]
  - Anthony Janiec – francuski zawodnik sportów samochodowych, trzykrotny mistrz Francji w wyścigach ciężarówek[6]
  - Stanisław Kowalski – polski inżynier i działacz społeczny, wieloletni prezes Fundacji Dzieciom „Zdążyć z Pomocą”[7]
  - Hubertus Leteng – indonezyjski duchowny rzymskokatolicki, biskup Ruteng (2009–2017)[8]
  - Andrzej Puchniarski – polski adwokat, działacz sportowy, trener taekwondo, prezes Polskiego Związku Taekwondo Sportowego[9]
  - Eugeniusz Pudło – polski kolarz[10][11]
  - Fidel Ramos – filipiński wojskowy, polityk, minister obrony (1988–1991), prezydent Filipin (1992–1998)[12]
  - Bill Russell – amerykański koszykarz i trener, jedenastokrotny mistrz NBA[13]
  - Andrzej Sowa – polski muzyk i pedagog[14]
  - Marta Stachniałek – polska poetka[15]
  - John Steiner – brytyjski aktor[16]
  - Ołeksij Wadaturski – ukraiński przedsiębiorca i milioner[17]
  - Ajman az-Zawahiri – egipski terrorysta, szef Al-Ka’idy[18]
  - Jan Maria Zobolewicz – polski zabytkoznawca, konserwator zabytków[19]
- 30 lipca
  - Pat Carroll – amerykańska aktorka głosowa[20]
  - Martin Luluga – ugandyjski duchowny rzymskokatolicki, biskup Gulu (1990–1999) i Nebbi (1999–2011)[21]
  - Barbara Małecka – polska kardiolog, prof. dr hab. n. med.[22][23][24]
  - Ewa Markiewicz – polski fizyk, dr hab.[25]
  - Nichelle Nichols – amerykańska aktorka[26]
  - Roberto Nobile – włoski aktor[27]
  - Edward Piórko – litewski tłumacz i pedagog narodowości polskiej[28]
  - Archie Roach – aborygeński piosenkarz, autor tekstów i gitarzysta[29]
  - Raymond Raposa – amerykański muzyk, założyciel projektu Castanets[30]
  - Dariusz „Smalec” Tkaczyk – polski wokalista punk-rockowy, członek zespołu The Analogs[31][32]
  - Maria Treutz-Kuszyńska – polska aktorka[33]
- 29 lipca
  - Jean Bobet – francuski kolarz szosowy[34]
  - Margot Eskens – niemiecka piosenkarka[35]
  - Juris Hartmanis – łotewski informatyk teoretyk, laureat Nagrody Turinga (1993)[36]
  - Olga Kaczura – ukraińska separatystka prorosyjska, pułkownik gwardii Donieckiej Republiki Ludowej oraz Honorowa Obywatelka Garłówki[37][38]
  - Mary Obering – amerykańska malarka[39]
  - Jimmy Sohns – amerykański piosenkarz[40]
  - Péter Szőke – węgierski tenisista[41]
- 28 lipca
  - Pietro Citati – włoski pisarz i krytyk literacki[42]
  - Włodzimierz Gąsiorek – polski zawodnik i trener sportów motocyklowych, popularyzator motoryzacji, konstruktor i rzeczoznawca[43][44][45]
  - Sława Georgiewa – bułgarska aktorka[46]
  - Jaakow Heruti – izraelski polityk i prawnik, założyciel organizacji terrorystycznej Królestwo Izraela[47]
  - İlhan İrem – turecki piosenkarz[48]
  - József Kardos – węgierski piłkarz[49]
  - Zdeněk Kepák – czeski hokeista[50]
  - Terry Neill – północnoirlandzki piłkarz, trener[51]
  - Franco Panizza – włoski piłkarz[52]
  - Jacques Suaudeau – francuski lekarz i duchowny rzymskokatolicki, dyrektor naukowy Papieskiej Akademii Pro Vita[53]
- 27 lipca
  - Mary Alice – amerykańska aktorka[54]
  - Paul Bertrand – francuski duchowny rzymskokatolicki, biskup Mende (1989–2001)[55]
  - Antonio Casagrande – włoski aktor[56]
  - Luis Morgan Casey – amerykański duchowny rzymskokatolicki, biskup pomocniczy La Paz (1983–1988), wikariusz apostolski Pando (1988–2013)[57]
  - Bernard Cribbins – brytyjski aktor[58]
  - Jelizawieta Diemientjewa – rosyjska kajakarka, mistrzyni olimpijska (1956)[59]
  - Pino d’Olbia – włoski piosenkarz[60]
  - Tony Dow – amerykański aktor[61]
  - John Grenell – nowozelandzki piosenkarz country[62]
  - Adam Jelonek – polski geograf, prof. dr hab.[63]
  - Jerzy Kleer – polski ekonomista i działacz komunistyczny, prof. dr hab., rektor Wyższej Szkoły Bankowości, Finansów i Zarządzania w Warszawie (1995–2008)[64]
  - Kaleb Leubchow – amerykański perkusista, członek War of Ages[65]
  - Mick Moloney – irlandzki muzyk folkowy[66]
  - Maro Perak – chorwacki zawodnik mieszanych sztuk walki[67]
  - Celina Seghi – włoska narciarka alpejska[68]
  - Tom Springfield – angielski muzyk, autor piosenek i producent muzyczny[69]
  - Franciszek Wróbel – polski komandor, dowódca ORP Kopernik, zasłużony dla polskiej służby hydrograficznej oraz naukowych badań morza[70]
- 26 lipca
  - Inger Alfvén – szwedzka pisarka[71]
  - Tadeusz Barucki – polski architekt[72]
  - Jan Bebel – polski artysta fotografik[73]
  - Branko Cvejić – serbski aktor[74]
  - Bruno Foresti – włoski duchowny rzymskokatolicki, biskup Brescii (1983–1998), arcybiskup metropolita Modeny-Nonantoli (1976–1983)[75]
  - Anne-Marie Garat – francuska powieściopisarka[76]
  - Darío Gómez – kolumbijski piosenkarz i kompozytor[77]
  - Tomohiro Katō – japoński seryjny morderca[78]
  - James Lovelock – brytyjski biolog, ekolog[79]
  - Rostysław Potoczniak – ukraiński piłkarz i trener[80]
  - Jerzy Styp-Rekowski – polski kajakarz[81]
- 25 lipca
  - Geir Børresen – norweski aktor[82]
  - Giancarlo Cardini – włoski pianista i kompozytor[83]
  - John Duggan – angielski rugbysta[84]
  - Leszek Dzierżewicz – polski samorządowiec i rolnik, burmistrz Ciechocinka (1997–2022)[85]
  - Roman Herman – polski chirurg, prof. dr hab.[86]
  - Martin How – brytyjski kompozytor i organista[87]
  - Ferdinand Leka – albański językoznawca[88]
  - Joachim Liszka – polski politolog, profesor Uniwersytetu Śląskiego w Katowicach[89]
  - Uri Orlew – izraelski pisarz[90]
  - Marit Paulsen – szwedzka dziennikarka, pisarka, polityk, eurodeputowana[91]
  - Hartmut Perschau – niemiecki polityk i samorządowiec, eurodeputowany III kadencji (1989–1991), minister w rządach Saksonii-Anhalt i Bremy[92]
  - Yōko Shimada – japońska aktorka[93]
  - Knuts Skujenieks – łotewski pisarz i poeta[94]
  - Paul Sorvino – amerykański aktor[95]
  - David Trimble – północnoirlandzki prawnik, polityk, laureat Pokojowej Nagrody Nobla (1998)[96]
- 24 lipca
  - Janina Altman – izraelska chemiczka, pisarka[97]
  - Juana Elizondo – hiszpańska zakonnica rzymskokatolicka, przełożona generalna Zgromadzenia Sióstr Miłosierdzia św. Wincentego a Paulo (1991–2003)[98]
  - Tamar Eszel – izraelska dyplomatka, polityk[99]
  - Lotte Ingrisch – austriacka pisarka[100]
  - Zygmunt Józefczak – polski aktor[101]
  - Berta Riaza – hiszpańska aktorka[102]
  - Vytautas Tomkus – litewski aktor[103]
  - David Warner – brytyjski aktor[104]
- 23 lipca
  - Hernando Alano – filipiński aktor i reżyser[105]
  - Venant Bacinoni – burundyjski duchowny rzymskokatolicki, biskup Bururi (2007–2020)[106]
  - Rinus Ferdinandusse – holenderski pisarz i dziennikarz[107]
  - Norbert Gwosdek – polski piłkarz[108]
  - Kazimierz Janik – polski samorządowiec, naczelnik i wójt gminy Zgorzelec (1986–2014), radny sejmiku dolnośląskiego[109]
  - Barbara Martynowicz – polska aktorka[110]
  - Bob Rafelson – amerykański reżyser, scenarzysta i producent filmowy[111]
  - Bhisadej Rajani – tajski arystokrata, członek rodziny królewskiej[112]
  - Zayar Thaw – birmański polityk i muzyk hip-hop[113]
  - Andrzej Wierzbicki – polski historyk[114][115]
  - Marek Żmigrodzki – polski politolog, prof. dr hab.[116]
- 22 lipca
  - Emilie Benes Brzezinski – amerykańska rzeźbiarka[117]
  - Jan Boguszewski – polski piłkarz[118]
  - Krzysztof Borowiak – polski toksykolog kliniczny i sądowy, prof. dr hab. n. med.[119][120]
  - Núria Feliu – katalońska piosenkarka i aktorka[121]
  - Heikki Haavisto – fiński agronom, polityk, minister spraw zagranicznych (1993–1995)[122]
  - Nanda Khare – indyjski pisarz[123]
  - Henryk Mitosek – polski hydrolog, profesor nauk o Ziemi, wykładowca Uniwersytetu Jana Kochanowskiego w Kielcach i docent Instytutu Geofizyki PAN[124]
  - Henrique Morelenbaum – brazylijski muzyk i dyrygent[125]
  - Andrzej Muras – polski przedsiębiorca z branży telewizji kablowej[126][127][128]
  - Olgierd Pisarenko – polski muzykolog i publicysta[129]
  - Enzo Riccomini – włoski piłkarz i trener[130]
  - Xavier Richefort – francuski dziennikarz sportowy[131]
  - Stefan Soltész – austriacki dyrygent pochodzenia węgierskiego[132]
- 21 lipca
  - Taurean Blacque – amerykański aktor[133]
  - Teresa Borowiak – polska chemiczka, dr hab.[134]
  - Shonka Dukureh – amerykańska aktorka i wokalistka bluesowa[135]
  - Milan Dvořák – czeski piłkarz[136]
  - Kazimierz Goebel – polski matematyk, prof. zw. dr hab. rektor Uniwersytetu Marii Curie-Skłodowskiej[137]
  - Paddy Hopkirk – brytyjski kierowca wyścigowy i rajdowy[138]
  - Halina Kiliś – polska pedagog, posłanka na Sejm PRL VI i VII kadencji (1972–1980)[139][140]
  - Reino Paasilinna – fiński dziennikarz, polityk, eurodeputowany[141]
  - Vytautas Paukštė – litewski aktor[142]
  - Nikola Radmanović – serbski piłkarz[143]
  - Uwe Seeler – niemiecki piłkarz[144]
  - Tadeusz Wichrowski – polski malarz, znany głównie jako autor wzorów na produktach fajansowych[145]
- 20 lipca
  - Stanisława Bartosiewicz – polska profesor nauk ekonomicznych, profesor zwyczajna Wyższej Szkoły Bankowej we Wrocławiu[146]
  - Cas Enklaar – holenderski aktor i pisarz[147]
  - Alice Harnoncourt – austriacka skrzypaczka[148]
  - Hans-Joachim Hespos – niemiecki kompozytor[149]
  - Władimir Kondarew – bułgarski malarz[150]
  - Iwona Kokorniak – polska językoznawczyni, dr hab.[151]
  - Bernard Labourdette – francuski kolarz szosowy[152]
  - Wojciech Perdzyński – polski lekarz, chirurg i urolog, profesor Wojskowej Akademii Medycznej w Łodzi[153]
- 19 lipca
  - Stanisław Brodziński – polski generał, zastępca dowódcy Wojsk Ochrony Pogranicza (1984–1990)[154]
  - Stuart Chapman – angielski piłkarz[155]
  - Mariusz Dembiński – polski pedagog, dr hab.[156]
  - Povl Dissing – duński piosenkarz, kompozytor, gitarzysta i harmonijkarz[157]
  - Eunice Durham – brazylijska antropolożka[158]
  - Michael Henderson – amerykański wokalista i gitarzysta basowy[159]
  - Witold Kwaśnicki – polski ekonomista[160]
  - Henk Leeuwis – holenderski piosenkarz[161]
  - Maria Łabor-Soroka – polska sędzia zawodowa, członek Trybunału Konstytucyjnego (1986–1993)[162]
  - Jacek Łukomski – polski lekarz, redaktor naczelny Menadżera Zdrowia[163]
  - Rusłana Pysanka – ukraińska aktorka i dziennikarka[164][165]
  - Q Lazzarus – amerykańska piosenkarka[166]
  - Richard Seal – angielski organista i dyrygent chórów[167]
- 18 lipca
  - Xavier Amorós Solà – kataloński pisarz i poeta[168]
  - Rebecca Balding – amerykańska aktorka[169]
  - Sven Åge Birkeland – norweski kurator sztuki[170]
  - Egidio Caporello – włoski duchowny rzymskokatolicki, biskup Mantui (1986–2007), sekretarz generalny Konferencji Episkopatu Włoch (1982–1986)[171]
  - Ottavio Cinquanta – włoski działacz sportowy, prezes Międzynarodowej Unii Łyżwiarskiej (1994–2016)[172]
  - Radosław Czerniak – polski koszykarz i trener koszykarski[173]
  - Włodzimierz Czernuszenko – polski specjalista w zakresie geofizyki, prof. dr hab. inż.[174]
  - Vincent DeRosa – amerykański waltornista, muzyk studyjny[175]
  - José Diéguez Reboredo – hiszpański duchowny rzymskokatolicki, biskup Osmy-Sorii (1984–1987), Ourense (1987–1996) i Tui-Vigo (1996–2010)[176]
  - Jacek Łukomski – polski chirurg, nauczyciel akademicki, samorządowiec[177]
  - Don Mattera – południowoafrykański pisarz i poeta[178]
  - Anna Maślanka – polska działaczka społeczna i samorządowa, Honorowy Obywatel Gminy Wilkowice[179]
  - Claes Oldenburg – szwedzki rzeźbiarz[180]
  - Aloyzas Sakalas – litewski inżynier, wykładowca akademicki, polityk, wicemarszałek Sejmu (1992–1996), eurodeputowany[181]
- 17 lipca
  - Ada Ameh – nigeryjska aktorka[182]
  - Jessie Duarte – południowoafrykańska polityk, p.o. sekretarza generalnego Afrykańskiego Kongresu Narodowego[183]
  - Eric Flint – amerykański pisarz[184]
  - Ilona Graenitz – austriacka polityk i nauczycielka, parlamentarzystka krajowa i europejska[185]
  - Erden Kıral – turecki reżyser i scenarzysta filmowy[186]
  - Francesco Rizzo – włoski piłkarz[187]
  - César Pedroso – kubański pianista[188]
  - Zygmunt Szalacha – polski trener bokserski[189]
  - Héctor Tricoche – portorykański piosenkarz salsy[190]
- 16 lipca
  - Georgs Andrejevs – łotewski anestezjolog, dyplomata, polityk, minister spraw zagranicznych (1992–1994), eurodeputowany[191]
  - Gheorghe Calamanciuc – mołdawski poeta i pisarz[192]
  - Francisco Cumplido – chilijski polityk i prawnik, minister finansów (1990–1994)[193]
  - Herbert W. Franke – austriacki pisarz[194]
  - Paul Hannam – kanadyjski lekarz i żeglarz, olimpijczyk[195]
  - Andrzej Jucewicz – polski dziennikarz sportowy[196]
  - Josefine Ollmann – niemiecka superstulatka uznawana przed śmiercią za najstarszą żyjącą Niemkę[197]
  - Idris Phillips – amerykański muzyk i kompozytor[198]
  - Jadwiga Piątkowska-Witkowska – polska spikerka telewizyjna[199]
  - Stanisław Pomprowicz – polski żołnierz AK, major Wojska Polskiego, autor publikacji historycznych[200]
  - Wira Wowk – ukraińska historyk literatury, pisarka, tłumaczka[201]
- 15 lipca
  - Aron Aronow – bułgarski śpiewak operowy, tenor[202]
  - José Ramón Balaguer Cabrera – kubański polityk i lekarz, minister zdrowia (2006–2010)[203]
  - Ludwik Brazylijski – brazylijski arystokrata, pretendent do tronu Brazylii i głowa rodu Orléans-Braganza (1981–2022)[204]
  - Robert Drozd – polski oficer, generał brygady WP[205]
  - Gieorgij Jarcew – rosyjski piłkarz, trener[206]
  - Mariusz Lewandowski – polski malarz i grafik[207][208]
  - Alice Pauli – szwajcarska rzeźbiarka[209]
  - Pratap Pothen – indyjski aktor i reżyser[210]
  - Paul Ryder – brytyjski basista, członek zespołu Happy Mondays[211]
  - Nikola Štedul – chorwacki działacz emigracyjny i polityk[212]
- 14 lipca
  - Bobby Aylward – irlandzki polityk i rolnik[213]
  - Roseanna Christiansen – amerykańska aktorka[214]
  - Richard Freund – amerykański archeolog[215]
  - Giorgos Grammatikos – grecki aktor[216]
  - William Hart – amerykański piosenkarz R&B i soul[217]
  - Jürgen Heinsch – niemiecki piłkarz i trener[218]
  - Henry Hinna – norweski piłkarz[219]
  - Antonio Ibáñez – hiszpański aktor i model[220]
  - Sylvia Molloy – argentyńska pisarka[221]
  - Francisco Morales Bermúdez – peruwiański polityk i wojskowy; prezydent Peru (1975–1980)[222]
  - Anna Popowicz – polska prawniczka, radca prawny, wiceminister kultury w rządzie Jerzego Buzka[223][224]
  - Eugenio Scalfari – włoski dziennikarz, pisarz i polityk[225]
  - Pleun Strik – holenderski piłkarz[226]
  - Ivana Trump – amerykańska bizneswoman, pisarka, modelka[227]
  - Andrzej Wiza – polski śpiewak i reżyser, dyrektor Teatru Muzycznego w Poznaniu (1980–1984)[228][229]
- 13 lipca
  - Paola Gaiotti de Biase – włoska polityk i publicystka, posłanka krajowa i europejska[230]
  - Anna Jakubowska – polska działaczka kombatancka i społecznościowa, powstaniec warszawski, Honorowa Obywatelka Warszawy[231]
  - Tanveer Jamal – pakistański aktor i reżyser[232]
  - Pat John – kanadyjski aktor[233]
  - Tatti Moreno – brazylijski rzeźbiarz[234]
  - Rubina Qureshi – pakistańska piosenkarka[235]
  - Ryszard Siwek – polski filolog, dr hab.[236]
  - Artur Skowron – polski artysta tworzący w USA, malarz, ilustrator, autor murali, muzyk i poeta[237]
  - Colin Stubs – australijski tenisista[238]
  - Charlotte Valandrey – francuska aktorka i pisarka[239]
  - Anna Waszczuk-Gajda – polski onkolog, dr hab.[240][241]
  - Andrzej Wilczkowski – polski wykładowca akademicki, wynalazca, taternik i alpinista, autor opowiadań i książek o tematyce alpinistycznej[242]
  - Leszek Zabłocki – polski działacz konspiracji niepodległościowej w czasie II wojny światowej, działacz kombatancki i kawaler orderów[243]
- 12 lipca
  - Maher al-Agal – przywódca Państwa Islamskiego na terenie Syrii[244]
  - Ludomir Bienias – polski lekarz dermatolog, pułkownik, prof. dr hab.[245][246]
  - Michael Fowler – nowozelandzki polityk i architekt, burmistrz Wellington (1974–1983)[247]
  - Ivo Fürer – szwajcarski duchowny rzymskokatolicki, biskup Sankt Gallen (1995–2005)[248]
  - William Hudson – amerykański dyrygent i pianista[249]
  - Antti Litja – fiński aktor[250]
  - Lekeaka Oliver – kameruński żołnierz, przywódca zbrojnej rebelii w Ambazonii[251]
  - Tõnu Saar – estoński aktor[252]
  - Bramwell Tovey – brytyjski dyrygent i kompozytor[253]
  - Jan Wijn – holenderski pianista klasyczny[254]
  - Zbigniew Woźniak – polski socjolog, prof. dr hab., podsekretarz stanu w Urzędzie Rady Ministrów (1992–1993) i Kancelarii Premiera (1997–1999)[255]
- 11 lipca
  - Víctor Benítez – peruwiański piłkarz, reprezentant kraju[256]
  - Daniela Dworniak – polska specjalistka w zakresie chorób wewnętrznych, prof. dr hab. n. med.[257][258]
  - José Guirao – hiszpański muzealnik i urzędnik państwowy, dyrektor Muzeum Królowej Zofii (1994–2001), minister kultury (2018–2020)[259]
  - Erik Hornung – niemiecki archeolog, egiptolog[260]
  - Irena Kwilecka – polska językoznawczyni, slawistka, profesor Instytutu Slawistyki Polskiej Akademii Nauk i Uniwersytetu im. Adama Mickiewicza w Poznaniu[261]
  - Phillip Lazaro – filipiński aktor i reżyser[262]
  - Joseph Mittathany – indyjski duchowny rzymskokatolicki, biskup Tezpur (1969–1980), arcybiskup Imphal (1980–2006)[263]
  - Monty Norman – angielski kompozytor muzyki filmowej[264]
  - Stanisław Sierawski – polski żołnierz w czasie II wojny światowej, uczestnik powstania warszawskiego, Honorowy Obywatel Gminy Jabłonna[265]
  - Mieczysław Wroczyński – polski żołnierz w czasie II wojny światowej, uczestnik powstania warszawskiego, kawaler orderów[266][267]
- 10 lipca
  - Theodore Aranda – belizeński polityk i pedagog, były prezes Zjednoczonej Partii Demokratycznej i lider opozycji[268]
  - Ken Armstrong – angielski piłkarz[269]
  - Andrew Ball – brytyjski pianista i pedagog muzyczny[270]
  - Adam Blaszyński – polski perkusista, członek zespołów Grupa Bluesowa Gramine i 2 plus 1[271]
  - Stefan Brzeziński – polski inżynier włókiennictwa, prof. dr hab.[272][273]
  - Ənvər Çingizoğlu – azerski pisarz, historyk i dziennikarz[274]
  - Chantal Gallia – francuska piosenkarka i satyryczka[275]
  - Hirohisa Fujii – japoński polityk i prawnik, minister finansów (1993–1994, 2009–2010)[276]
  - Piotr Kraszewski – polski historyk i politolog, specjalista z zakresu wschodoznawstwa, dr hab.[277]
  - Benedykt Kułach – polski samorządowiec i lekarz weterynarii, burmistrz Barda (1990–1992)[278]
  - Juan Roca – kubański koszykarz, brązowy medalista olimpijski (1972)[279]
  - Ján Solovič – słowacki pisarz i dramaturg[280]
- 9 lipca
  - Wiesława Bauman – polska nauczycielka, dama orderów[281][282]
  - Wojciech Biedroń – polski reżyser teatralny i telewizyjny, scenarzysta, aktor[283]
  - Paul Dear – australijski piłkarz[284]
  - Markus Düchler – polski specjalista w zakresie biologii medycznej, dr hab.[285]
  - Stanisław Głowiński – polski lekarz chirurg, prof. dr hab.[286]
  - Roman Grzybowski – polski specjalista w zakresie technologii żywienia, prof. dr hab.[287]
  - L.Q. Jones – amerykański aktor[288]
  - Henryk Kurczab – polski literaturoznawca, dr hab.[289]
  - Vitore Sallaku – albańska artystka cyrkowa[290]
  - Ann Shulgin – amerykańska chemiczka, pisarka[291]
  - Adam Strachan – szkocki piłkarz[292]
  - Barbara Thompson – angielska kompozytorka, saksofonistka i flecistka jazzowa[293][294]
  - András Törőcsik – węgierski piłkarz[295]
  - Jerzy Tyrcha – polski inżynier, konstruktor lekkiego śmigłowca wielozadaniowego PZL SM-2[296]
  - Stefan Wilkanowicz – polski publicysta, dziennikarz, działacz katolicki[297]
- 8 lipca
  - Shinzō Abe – japoński polityk, premier Japonii (2006–2007, 2012–2020)[298]
  - Richard Burnett – brytyjski pianista[299]
  - George Dodo – nigeryjski duchowny rzymskokatolicki, biskup Zaria (2001–2022)[300]
  - Luis Echeverría – meksykański prawnik, polityk, minister spraw wewnętrznych (1963–1969), prezydent Meksyku (1970–1976)[301]
  - Kazimiera Frymark-Błaszczyk – polska tkaczka i projektantka dzianiny[302]
  - Michael Edward John Gore – brytyjski dyplomata, gubernator Kajmanów (1992–1995)[303]
  - Gregory Itzin – amerykański aktor[304]
  - Angel Lagdameo – filipiński duchowny rzymskokatolicki, biskup Damaguete (1989–2000), arcybiskup Jaro (2000–2018)[305]
  - Stanisław Pawliszewski – polski dyplomata i tłumacz, chargé d’affaires w Ghanie (1964–1968), ambasador w Brazylii (1986–1991)[306]
  - José Eduardo dos Santos – angolski polityk, prezydent Angoli (1979–2017)[307]
  - Tony Sirico – amerykański aktor[308]
  - Larry Storch – amerykański aktor[309]
- 7 lipca
  - Waldo Rubén Barrionuevo Ramírez – boliwijski duchowny rzymskokatolicki, redemptorysta, biskup pomocniczy (2014–2019) i wikariusz (2019–2022) Reyes[310]
  - János Berecz – węgierski polityk i historyk, członek Komitetu Centralnego Węgierskiej Socjalistycznej Partii Robotniczej[311]
  - Barbara Delaplace – kanadyjska pisarka[312]
  - Pedro Ferrándiz – hiszpański trener koszykarski, selekcjoner reprezentacji Hiszpanii i Realu Madryt[313]
  - R.C. Harvey – amerykański twórca i historyk komiksów[314]
  - Andrzej Lajer – polski inżynier, powstaniec warszawski i więzień obozu jenieckiego[315]
  - Klaus Lemke – niemiecki reżyser filmowy[316]
  - Jacob Nena – mikronezyjski polityk, gubernator stanu Kosrae (1979–1983), wiceprezydent (1991–1997) i prezydent Mikronezji (1997–1999)[317]
  - Adam Wade – amerykański piosenkarz pop i aktor[318]
  - Grzegorz Zinkiewicz – polski artysta ikonograf[319][320]
- 6 lipca
  - James Caan – amerykański aktor[321]
  - Krystyna Królówna – polska aktorka[322]
  - Ivica Kunčević – chorwacki reżyser[323]
  - Bryan Marchment – kanadyjski hokeista[324]
  - Arnaldo Pambianco – włoski kolarz szosowy[325]
  - Lija Pentkowska – polska tłumaczka, działaczka opozycji demokratycznej w PRL[326]
  - Mike Schuler – amerykański trener koszykarski[327]
  - İlter Türkmen – turecki dyplomata, minister spraw zagranicznych (1980–1983)[328]
  - Wiktor Wyłkow – bułgarski polityk i dyplomata, minister spraw zagranicznych (1990–1991)[329]
- 5 lipca
  - Mohammed Barkindo – nigeryjski polityk i menedżer, sekretarz generalny OPEC (2016–2022)[330]
  - Lisetta Carmi – włoska fotograf[331]
  - Manny Charlton – szkocki gitarzysta, członek grupy Nazareth[332][333]
  - Zygmunt Górka – polski lekarz chirurg, prof. dr hab.[334]
  - Ho Wang Lee – południowokoreański lekarz, wirusolog i epidemiolog[335]
  - P. Gopinathan Nair – indyjski działacz społeczny i niepodległościowy[336]
  - Alfred Koerppen – niemiecki kompozytor[337][338][339]
  - Jan Targosz – polski inżynier, dr hab. nauk technicznych, profesor Akademii Górniczo-Hutniczej im. Stanisława Staszica w Krakowie[340]
  - Bob Tutupoly – indonezyjski piosenkarz[341]
  - Lenny Von Dohlen – amerykański aktor[342]
- 4 lipca
  - Alan Blaikley – angielski kompozytor i autor tekstów piosenek[343]
  - Remco Campert – holenderski pisarz i poeta[344]
  - Hubert Erang – luksemburski gimnastyk sportowy[345]
  - Paolo Grossi – włoski historyk prawa, prezes Sąd Konstytucyjnego (2016–2018)[346]
  - Mona Hammond – brytyjska aktorka, pochodzenia jamajskiego[347]
  - Cláudio Hummes – brazylijski duchowny rzymskokatolicki, arcybiskup São Paulo (1998–2006), prefekt Kongregacji ds. Duchowieństwa (2006–2010), kardynał prezbiter[348]
  - Janusz Kupcewicz – polski piłkarz, brązowy medalista mistrzostw świata 1982[349]
  - Reanna Solomon – nauruańska sztangistka[350]
- 3 lipca
  - Irving Abella – kanadyjski historyk i pisarz[351]
  - Piotr Białoń – polski hokeista[352]
  - Liliana Caldini – argentyńska aktorka i modelka[353]
  - Miu Chu – tajwańska piosenkarka[354]
  - Antonio Cripezzi – włoski piosenkarz[355]
  - Robert Curl – amerykański chemik, laureat Nagrody Nobla (1996)[356]
  - Sreten Petrović – serbski filozof i kulturoznawca[357]
  - Sérgio Paulo Rouanet – brazylijski dyplomata, minister kultury (1991–1992)[358]
  - Janina Szombara – polska pianistka i pedagog, Honorowa Obywatelka Sanoka[359]
- 2 lipca
  - Peter Brook – brytyjski reżyser teatralny, filmowy oraz operowy, jeden z najważniejszych twórców teatralnych XX wieku[360]
  - Alain de Cadenet – brytyjski kierowca wyścigowy, prezenter telewizyjny[361]
  - Susana Dosamantes – meksykańska aktorka[362]
  - Andy Goram – szkocki piłkarz[363]
  - Janusz Mrozowski – polski reżyser i scenarzysta[364]
  - Laurent Noël – kanadyjski duchowny rzymskokatolicki, biskup pomocniczy Quebecu (1963–1975), biskup diecezjalny Trois Rivières (1975–1996)[365]
  - Tadeusz Pieniążek – polski księgowy, działacz samorządu księgowych i biegłych rewidentów, kawaler orderów[366][367]
  - Saúl Rivero – urugwajski piłkarz[368]
  - Leonid Szwarcman – białoruski animator, scenograf i reżyser animacji[369]
- 1 lipca
  - Irene Fargo – włoska piosenkarka[370]
  - Raul Nicolau Gonsalves – indyjski duchowny rzymskokatolicki, arcybiskup Goa i Daman (1978–2003)[371]
  - Tjahjo Kumolo – indonezyjski polityk, minister spraw wewnętrznych (2014–2019) i reformy administracyjnej (2019–2022)[372]
  - Stanisław Płoskoń – polski działacz piłkarski, prezes Górnika Zabrze[373][374]
  - Maurizio Pradeaux – włoski reżyser i scenarzysta[375]
  - Marek Rapacki – polski dziennikarz prasowy[376]
  - Luis Alberto Rodríguez López-Calleja – kubański polityk, generał i przedsiębiorca[377]
  - Richard Taruskin – amerykański muzykolog, laureat Nagrody Kioto (2017)[378]

- data dzienna nieznana
  - Jerzy Bokłażec – polski dziennikarz i muzyk, działacz ateistyczny[379]
  - David Ireland – australijski pisarz[380]
  - Jang Sung-Rak – południowokoreański rysownik, twórca związany z nurtem manhwa[381]
  - Kazuki Takahashi – japoński mangaka i twórca gier[382]
  - Piotr Półtorak – polski gitarzysta punk-rockowy, członek zespołu The Analogs[383]
  - Tadeusz Wiśniewski – polski aktor dziecięcy[384][385][386]